# Jace Alexander
Jason Alexander, detto Jace (New York, 7 aprile 1964), è un attore e regista televisivo statunitense.

## Biografia
È figlio dell'attrice Jane Alexander e del suo primo marito Robert.
Nel settembre 1998 ha sposato l'attrice Maddie Corman. La coppia ha tre figli, di cui due gemelli.
Nel luglio 2015 è stato arrestato per pedopornografia. Dichiaratosi colpevole, circa un anno dopo è stato condannato a dieci anni di libertà vigilata.

## Filmografia parziale

### Attore
- Matewan, regia di John Sayles (1987)
- Mr. Crocodile Dundee 2 ("Crocodile" Dundee II), regia di John Cornell (1988)
- Otto uomini fuori (Eight Men Out), regia di John Sayles (1988)
- La città della speranza (City of Hope), regia di John Sayles (1991)
- Amanti, primedonne (Mistress), regia di Barry Primus (1992)
- Love e una .45 (Love and a .45), regia di C.M. Talkington (1994)

### Regista televisivo
- Xena - Principessa guerriera (Xena: Warrior Princess) – serie TV, 2 episodi (1995-1996)
- New York Undercover – serie TV, 5 episodi (1994-1996)
- Squadra emergenza (Third Watch) – serie TV, 2 episodi (2000-2001)
- Una nuova stagione – film TV (2004)
- Law & Order - I due volti della giustizia (Law & Order) – serie TV, 32 episodi (1994-2005)
- Prison Break – serie TV, 2 episodi (2005-2006)
- Rescue Me – serie TV, 19 episodi (2004-2007)
- In cerca di Jane (I Just Want My Pants Back) – serie TV, 8 episodi (2012)
- Underemployed - Generazione in saldo (Underemployed) – serie TV, 4 episodi (2012)
- Sesso, bugie e selfie (Jodi Arias: Dirty Little Secret) – film TV (2014)
- Forever – serie TV, 2 episodi (2014)
- Agatha – film TV (2015)

### Produttore televisivo
- I Just Want My Pants Back (2011-2012) - 11 episodi